# جی آرمسترانگ جانسون
جی آرمسترانگ جانسون (انگلیسی: Jay Armstrong Johnson؛ زادهٔ ۱ سپتامبر ۱۹۸۷) بازیگر اهل ایالات متحده آمریکا است.